# Anpara
Anpara es una ciudad censal situada en el distrito de Sonbhadra en el estado de Uttar Pradesh (India). Su población es de 17978 habitantes (2011). 

## Demografía
Según el censo de 2011 la población de Anpara era de 17978 habitantes, de los cuales 9651 eran hombres y 8327 eran mujeres. Anpara tiene una tasa media de alfabetización del 83,21%, superior a la media estatal del 67,68%: la alfabetización masculina es del 89,55%, y la alfabetización femenina del 75,86%